# Partido Nacionalista de Castilla y León
El Partido Nacionalista de Castilla y León, més tard Partido Autonómico Nacionalista de Castilla y León (PANCAL), fundat a Zamora el 1977, ha estat el primer partit polític democràtic nacionalista de Castella i Lleó.

## Història
El novembre de 1977, alguns destacats membres de l'Alianza Regional de Castilla-León van engegar la iniciativa per a crear un partit nacionalista. Estaven encapçalats per Millán Bravo Lozano, lleonès de Sahagún i Catedràtic de Filologia de la Universitat de Valladolid. El desembre de 1977, el val·lisoletà Benigno Polo i altres companys van intentar crear el Partit Nacionalista Castellà, basat en les tesis de Gonzalo Martínez Díez, Catedràtic d'Història del Dret de la Universitat de Valladolid i principal ideòleg de l'Alianza Regional de Castilla-León. Defectes de forma en els seus estatuts van impedir la seva legalització i aquesta iniciativa va ser abandonada.
El 18 de desembre de 1977 es va presentar a Tordesillas (Valladolid) el Partido Nacionalista de Castilla-León (PANCAL), que va quedar inscrit en el registre de partits el 28 de març de 1978. Entre els seus fundadors estaven el mateix Millán Bravo Lozano, el salmantí Eleuterio Ferreira Carretero, el burgalès Luis Vivar Nebreda o el val·lisoletà José Carlos Conde Quintero. L'àmbit d'actuació del PANCAL estava fixat en les onze províncies dels Regnes històrics de Lleó i Castella la Vella, és a dir les nou províncies de l'actual comunitat autònoma de Castella i Lleó més Logronyo i Santander. No obstant això, el PANCAL aspirava a compartir els seus ideals nacionalistes amb Castella la Nova, amb el conjunt del que denominaven la nació castellana o Castella total.
Ideològicament el PANCAL es definia com un partit democràtic, social, popular i progressista, basant-se en la tradició comunera de llibertat i democràcia. En 1979 el PANCAL es va integrar en la Federació Socialdemòcrata que liderava José Ramón Lasuén. A les eleccions generals espanyoles de 1979, el PANCAL va presentar candidatures a Valladolid, Burgos i Palència, obtenint uns pobres resultats. En el congrés del PANCAL celebrat el febrer de 1980 es va desplaçar de la direcció al que havia estat el seu principal impulsor, Millán Bravo Lozano. A partir d'aquest moment el nou líder del partit serà el sociòleg zamorà Francisco José Alonso Rodríguez, que renova bona part de la direcció del partit.
El juny de 1981 el PANCAL va constituir una federació de partits socialdemòcrates amb formacions d'Andalusia i d'altres regions. En aquesta època el PANCAL va tenir una vinculació especial amb l'insigne historiador Claudio Sánchez Albornoz, que romania en l'exili a l'Argentina. A l'octubre de 1981, Sánchez Albornoz accepta la presidència d'honor del PANCAL. Al desembre de 1981 el partit substitueix la denominació "nacionalista" per la de "regionalista", si bé conserva les sigles PANCAL. És un pas previ i provisional per a quedar incorporat al febrer de 1982 a la Federació de Partits d'Aliança Popular (AP), una operació l'objectiu de la qual eren les eleccions generals d'aquest any. A pesar que el partit s'havia integrat en la federació d'AP, certes discrepàncies van determinar que el PANCAL presentés en solitari al candidat al Senat per la província de Segòvia, Amador Álvarez Mateo.
En 1983, en les primeres eleccions autonòmiques a Castella i Lleó, el PANCAL no va presentar llistes electorals en cap de les províncies. Fruit de l'acord amb Aliança Popular, el president del PANCAL va figurar en el nombre tres de la candidatura de AP per Sòria, resultant Francisco José Alonso escollit Procurador en les Corts de Castella i Lleó. En aquests comicis autonòmics l'única candidatura nacionalista va ser la del nou partit Unidad Comunera Castellana (UNCC), que va concórrer per la província de Palència.
Als pocs mesos de les eleccions autonòmiques, el PANCAL abandona la federació amb Aliança Popular i el procurador Francisco José Alonso es passa al grup parlamentari mixt, representant al PANCAL fins al final de la legislatura. En les eleccions autonòmiques de 1987, el PANCAL únicament presenta candidatures a Valladolid i Palència, encapçalades respectivament per Francisco José Alonso i per José Antonio Mata. Aquest últim procedia d'Unidad Comunera Castellana (UNCC), partit del que va ser un dels seus fundadors. Cap candidat del PANCAL va resultar triat. Per aquestes dates, alguns significatius militants de Valladolid i de Castella la Nova abandonen el PANCAL per a crear en 1988 un nou partit: Unidad Nacional Castellana (UNC). UNC participarà mesos després en la fundació de Tierra Comunera (TC). En 1989 se celebren eleccions al Parlament Europeu. El PANCAL s'integra en la denominada ´"Coalició Nacionalista", al costat del Partit Nacionalista Basc (PNB), les Agrupacions Independents de Canàries i Coalició Gallega. Francisco José Alonso ocuparà la cambra posada en la llista europea d'aquesta coalició.
En els anys següents la presència del PANCAL a les eleccions es fa més testimonial. En els comicis autonòmics de 1991 només va presentar candidatura en la província de Sòria. El partit es troba en hores baixes i alguns significatius militants ja havien abandonat el partit per a ingressar a Tierra Comunera (TC). És el cas de Carmelo Merino, que va ser un dels seus membres fundadors en la dècada dels 70 i que també ho fou d'Alianza Regional de Castilla y León.
En 1992 el PANCAL, molt afeblit de militància, participa en l'inici del procés de creació d'una plataforma regionalista al costat d'altres partits com Democràcia Regionalista, Unidad Palentina, Acción Popular Burgalesa, l'últim grupuscle d'Unidad Comunera Castellana i alguns renovadors del CDS de Salamanca i Palència. El resultat final va ser la creació d'Unitat Regionalista de Castella i Lleó (URCL) en el qual es van integrar diversos membres del PANCAL, però oficialment els partits "nacionalistes" (PANCAL i Unitat Comunera Castellana) finalment no es van integrar en aquesta nova formació política. A partir de les eleccions al Parlament Europeu de 1989, PANCAL pràcticament no va tenir activitat política.
A les eleccions autonòmiques de 1995 no van presentar cap candidatura. A les autonòmiques de 1999 solament en la província de Segòvia. A les eleccions de 2003 les restes del PANCAL, al costat d'altres petits sectors, formen una coalició denominada Unión Centrista Liberal-PANCAL. Aquesta coalició presenta candidatures a Madrid (encapçalada per F.J.Alonso), Zamora i Valladolid. A les eleccions autonòmiques de 2007 cap llista es va presentar sota la denominació de Partido Nacionalista de Castilla-León (PANCAL). En l'actualitat el PANCAL està inactiu.